# Niederbüren
Niederbüren est une commune suisse du canton de Saint-Gall, située dans la circonscription électorale de Wil.

Photo aérienne prise à 400 m par Walter Mittelholzer (1923)